# Bossoir
Un bossoir est un dispositif de levage utilisé sur les navires pour hisser, déborder, affaler une annexe, une ancre, une embarcation de sauvetage…

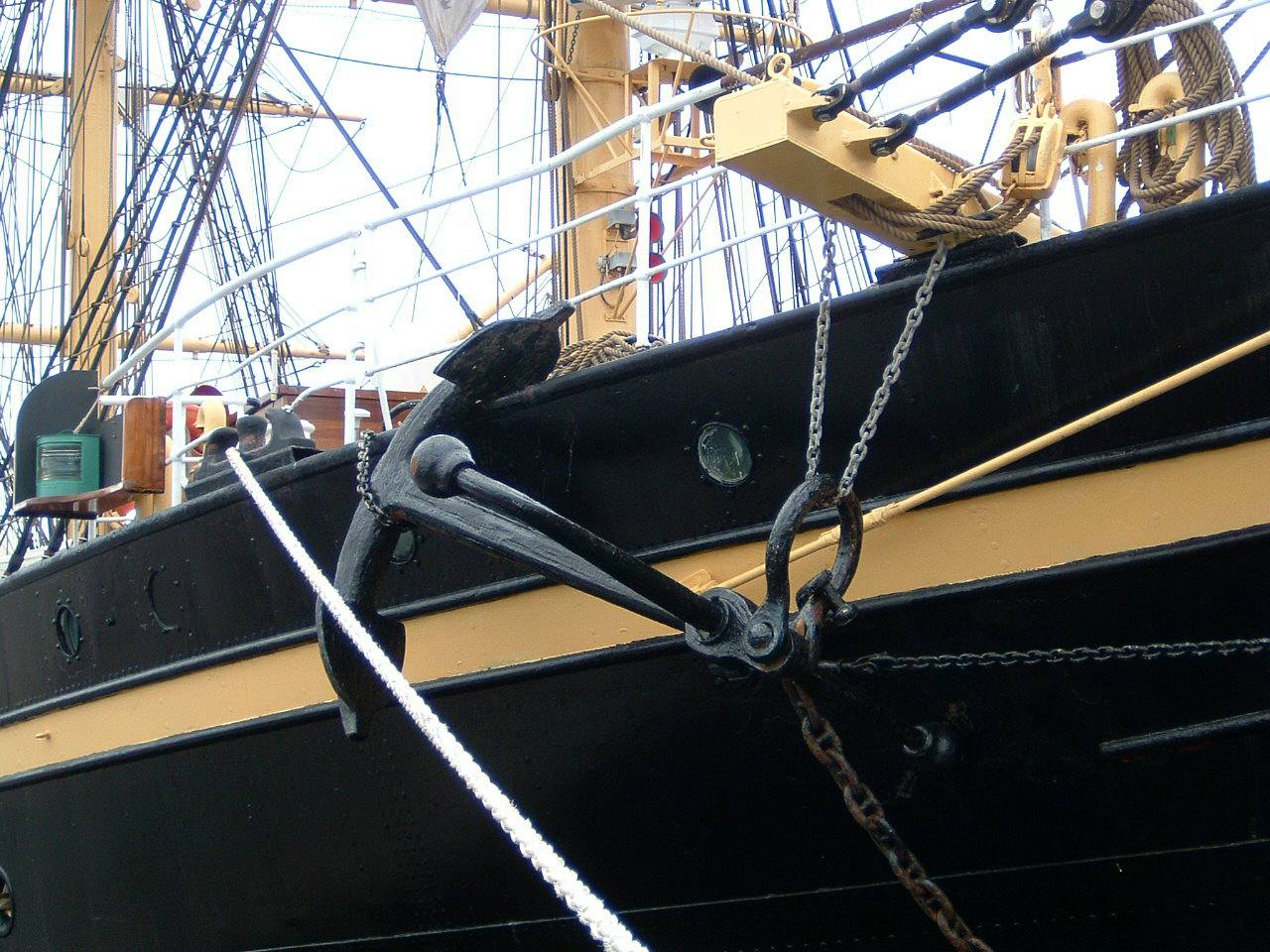
Bossoir d'ancre

## Origine et évolution
Les premiers bossoirs sur les grands voiliers étaient des bossoirs d'ancre (placés sur le gaillard d'avant). On donnait également par extension le nom d'homme de bossoir au matelot veilleur qui se trouvait plage avant.
Les bossoirs ont été par la suite utilisés sur les autres navires pour manipuler les embarcations annexes (bossoir d'embarcation).
Leur type a évolué lentement, débutant par des bossoirs pivotants dits aussi porte-manteaux qui se sont avérés peu efficaces et même dangereux. ils sont devenus bossoirs oscillants, puis à gravité et enfin télescopiques pour les derniers modèles.
On peut noter également la suppression des bossoirs dans le système de chute libre.
La réglementation interdit le système bossoir pivotant pour la mise à l'eau d'embarcations de sauvetage.

## Bossoir pivotant

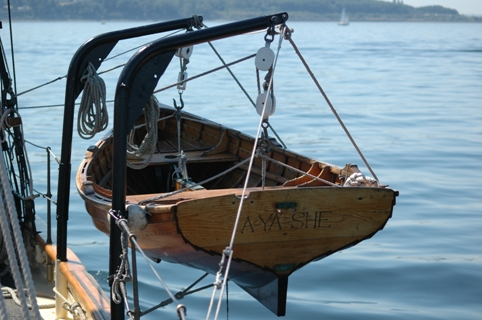
Bossoir pivotant pour une embarcation sur la goélette Adventuress

L'embarcation doit être tout d'abord hissée à l'aide de palans, cette opération nécessite deux personnes. Une fois l'embarcation hissée, un porte-manteaux est débordé (pivoté vers l'extérieur), puis l'autre. Puis il faut donner du mou dans chaque palan de manière synchronisée. Ces opérations étaient longues, peu aisées en cas de mauvais temps, dangereuses et nécessitaient du personnel à bord.

## Bossoir oscillant
Les bossoirs sont articulés sur le pont et oscillent autour de cette articulation, ils sont débordés à l'aide d'un système de vis sans fin, activé par une manivelle sur engrenage, il est toujours nécessaire d'avoir deux personnes à la manœuvre de débordement, à moins que le mouvement puisse être transmis d'un bras à l'autre, ce qui a existé ponctuellement.

## Bossoir par gravité

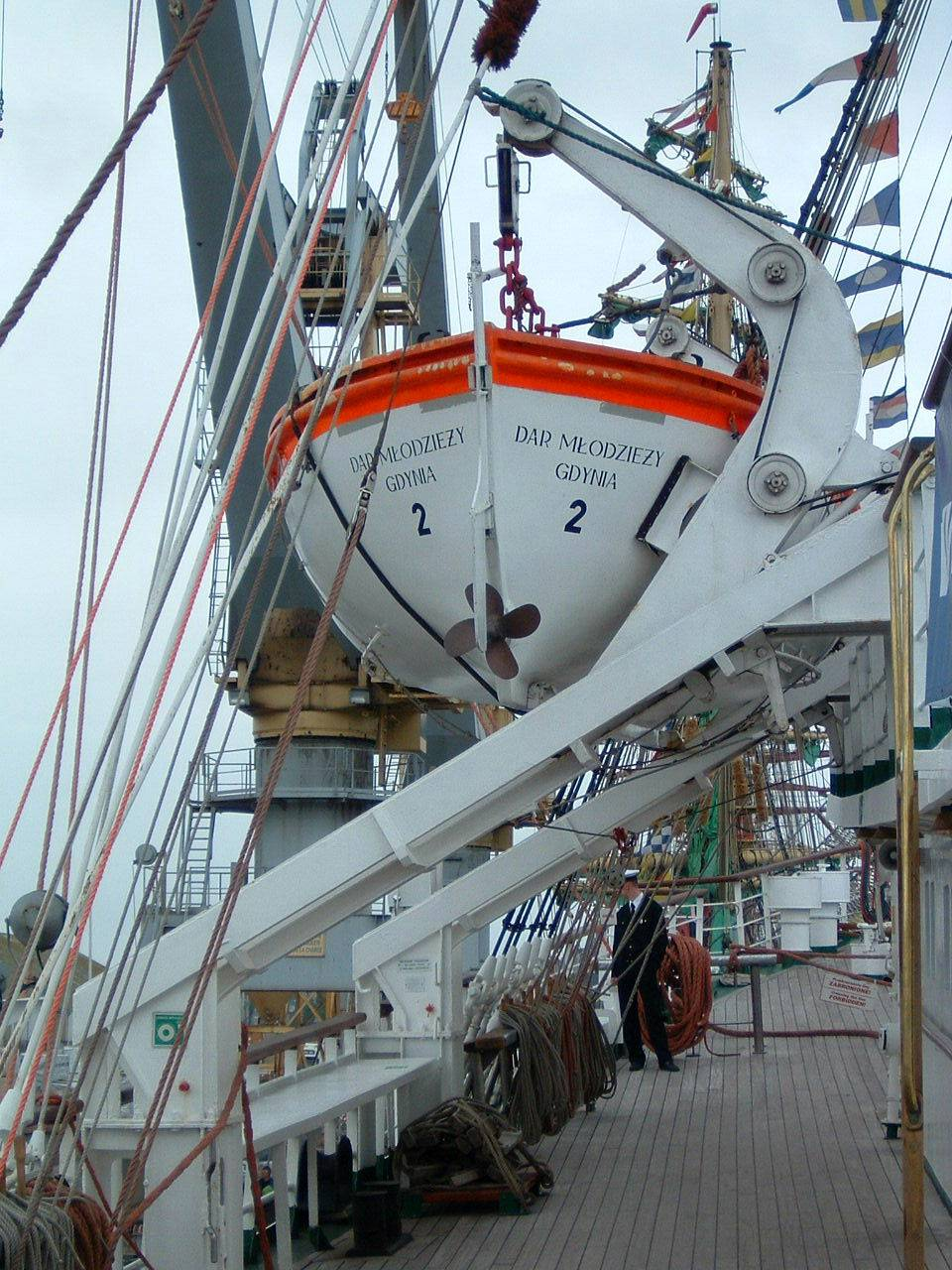
Bossoir à gravité (embarcation ouverte)

Le système utilise le poids de l'embarcation et la gravité. Un bras soutenant l'embarcation est monté sur un chemin de roulement, ce bras et l'embarcation sont retenus à poste par des câbles (garants). (Au poste de mer le système est saisi mais le désaisissage est rapide).
En soulevant une masse qui maintient un frein bloqué (une seule personne peut activer le système), le bras et l'embarcation vont tout d'abord glisser sur un bâti oblique. Une fois l'embarcation débordée à hauteur du pont, on procède à l'embarquement. Un autre câble monté sur des renvois est fixé à la masse du frein, ce câble est à l'aplomb de l'embarcation, la mise à l'eau peut être effectuée de l'embarcation elle-même en relâchant le frein.

## Bossoir télescopique

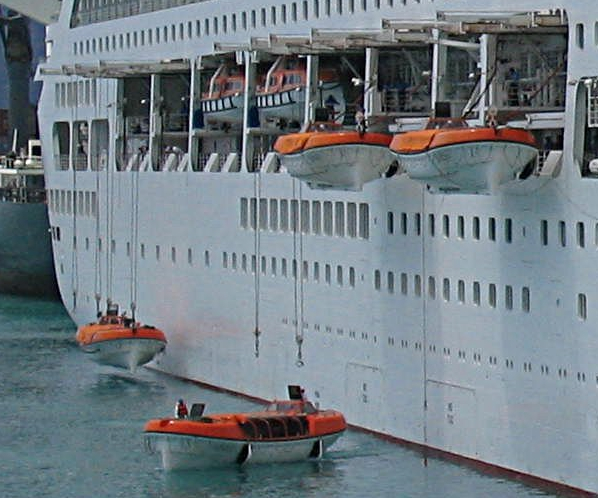
Bossoirs télescopiques sur un paquebot (embarcations fermées)

Les potences sont horizontales et télescopiques, leur activation en débordement peut être manuelle ou utiliser une énergie accumulée (pression). La mise à l'eau après débordement utilise la gravité et un frein manœuvrable de l'embarcation elle-même.